# San Andreas Multiplayer
San Andreas Multiplayer, of ook wel SA:MP genoemd, is een multiplayer modificatie voor het spel Grand Theft Auto: San Andreas van Rockstar Games.
In SA:MP zijn servers waar men op kan spelen. Op één server kunnen maximaal 1000 mensen spelen. Sommige grote servers bereiken die limiet weleens, maar vaak gebeurt het niet.
Ook biedt SA:MP spelers de kans om hun eigen server te maken met behulp van de scripttaal Pawn. De populairste gamemodes zijn Roleplay en stunt, maar er zijn nog talloze andere dingen mogelijk. De meeste servers zijn in het Russisch, enkele grote 100+ servers zijn in het Engels. 
In 2017 kwam, na meer dan een jaar radiostilte van de ontwikkelaar, een update. De 0.3.8 update was voor een tijd in de zogeheten 'Release Candidate' fase, vanaf nu werd het mogelijk om eigen modificaties toe te voegen aan de server. Dit betekent dat een skin toegevoegd kan worden aan een server waarna anderen dezelfde modificatie ook downloaden. Dit was onmogelijk voordat de update uitkwam. Deze update is echter door de ontwikkelaars naar een aparte versie (0.3.DL) van het spel gebracht. De huidige officiële versie die de meeste servers gebruiken blijft 0.3.7.